# Corethrella wirthi
Corethrella wirthi är en tvåvingeart som beskrevs av Stone 1968. Corethrella wirthi ingår i släktet Corethrella och familjen Corethrellidae. Inga underarter finns listade i Catalogue of Life.